# Cine-Teatro Polytheama
O Cine-Teatro Polytheama foi construído no ano de 1914 na cidade de Goiana, Pernambuco; antes de possuir o nome atual foi chamado de "Cine Nacar" e depois "Cine Rex", sendo desativado com a denominação Cine-Teatro Polytheama na década de 1980.

## Reativação
Por iniciativa da Fundação do Patrimônio Histórico e Artístico de Pernambuco, o Cine-Teatro Polytheama foi reativado depois de uma reforma que custou R$ 1,2 milhão (um milhão e duzentos mil reais), o novo unidade teatral de Goiana disponibiliza 220 lugares para o público e foi inaugurado no primeiro trimestre de 2010. Ele está na Avenida Marechal Deodoro da Fonseca, próximo da Prefeitura e de diversas construções históricas do centro da cidade.